# Sebastiana
Sebastiana – forma żeńska imienia Sebastian. Patronką tego imienia jest św. Sebastiana z Heraklei (z Tracji). 
Sebastiana imieniny obchodzi 16 września.